# 제럴드 하이큰
제럴드 하이큰(Gerald Hiken, 1927년 5월 23일 ~ )은 미국의 배우, 연극 배우이다.
밀워키에서 태어났다.

## 영화
- 멸망의 창조 (1989년)
- 잃어버린 과거 (1985년)
- 더 월 (1982년)
- 치어스 (1982년)
- 애꾸눈 해피 (1982년)
- 레즈 (1981년)
- 세 자매 (1966년)
- 제5전선 (1966년)
- 최후의 총잡이 (1964년)
- 더 듀퐁트 쇼 오브 더 위크 (1961년)
- 여신 (1958년)
- 엉클 반야 (1958년)